# Kazuhiko Shingyōji
Kazuhiko Shingyōji (japanisch 眞行寺 和彦 Shingyōji Kazuhiko; * 5. Februar 1986 in der Präfektur Tokio) ist ein ehemaliger japanischer Fußballspieler.

## Karriere
Shingyōji erlernte das Fußballspielen in der Schulmannschaft der Shutoku High School. Seinen ersten Vertrag unterschrieb er 2004 bei den Mito HollyHock. Der Verein spielte in der zweithöchsten Liga des Landes, der J2 League. Für den Verein absolvierte er 100 Ligaspiele. 2009 wechselte er zum Drittligisten TDK (heute: Blaublitz Akita). Für den Verein absolvierte er 63 Ligaspiele. Ende 2011 beendete er seine Karriere als Fußballspieler.